# Jaunay-Clan
Jaunay-Clan és un municipi francès situat al departament de la Viena i a la regió de la Nova Aquitània. L'any 2007 tenia 5.805 habitants.

## Demografia

### Població
El 2007 la població de fet de Jaunay-Clan era de 5.805 persones. Hi havia 2.604 famílies de les quals 898 eren unipersonals (451 homes vivint sols i 447 dones vivint soles), 817 parelles sense fills, 714 parelles amb fills i 175 famílies monoparentals amb fills.
La població ha evolucionat segons el següent gràfic:
Habitants censats

### Habitatges
El 2007 hi havia 2.930 habitatges, 2.666 eren l'habitatge principal de la família, 58 eren segones residències i 206 estaven desocupats. 2.085 eren cases i 741 eren apartaments. Dels 2.666 habitatges principals, 1.447 estaven ocupats pels seus propietaris, 1.175 estaven llogats i ocupats pels llogaters i 44 estaven cedits a títol gratuït; 274 tenien una cambra, 249 en tenien dues, 413 en tenien tres, 734 en tenien quatre i 997 en tenien cinc o més. 2.079 habitatges disposaven pel capbaix d'una plaça de pàrquing. A 1.160 habitatges hi havia un automòbil i a 1.213 n'hi havia dos o més.

### Piràmide de població
La piràmide de població per edats i sexe el 2009 era:
| Homes | Edats   | Dones |
| ----- | ------- | ----- |
| 0     | 95 o +  | 16    |
| 8     | 90 a 94 | 28    |
| 28    | 85 a 89 | 80    |
| 28    | 80 a 84 | 44    |
| 76    | 75 a 79 | 72    |
| 72    | 70 a 74 | 88    |
| 84    | 65 a 69 | 112   |
| 128   | 60 a 64 | 120   |
| 136   | 55 a 59 | 112   |
| 152   | 50 a 54 | 140   |
| 220   | 45 a 49 | 228   |
| 188   | 40 a 44 | 224   |
| 192   | 35 a 39 | 160   |
| 244   | 30 a 34 | 252   |
| 292   | 25 a 29 | 256   |
| 240   | 20 a 24 | 236   |
| 192   | 15 a 19 | 188   |
| 220   | 10 a 14 | 96    |
| 172   | 5 a 9   | 168   |
| 128   | 0 a 4   | 180   |

## Economia
El 2007 la població en edat de treballar era de 3.965 persones, 2.984 eren actives i 981 eren inactives. De les 2.984 persones actives 2.762 estaven ocupades (1.444 homes i 1.318 dones) i 223 estaven aturades (108 homes i 115 dones). De les 981 persones inactives 332 estaven jubilades, 478 estaven estudiant i 171 estaven classificades com a «altres inactius».

### Ingressos
El 2009 a Jaunay-Clan hi havia 2.445 unitats fiscals que integraven 5.595,5 persones, la mediana anual d'ingressos fiscals per persona era de 19.119 €.

### Activitats econòmiques
Dels 295 establiments que hi havia el 2007, 2 eren d'empreses extractives, 3 d'empreses alimentàries, 5 d'empreses de fabricació de material elèctric, 10 d'empreses de fabricació d'altres productes industrials, 31 d'empreses de construcció, 46 d'empreses de comerç i reparació d'automòbils, 13 d'empreses de transport, 20 d'empreses d'hostatgeria i restauració, 19 d'empreses d'informació i comunicació, 24 d'empreses financeres, 20 d'empreses immobiliàries, 50 d'empreses de serveis, 35 d'entitats de l'administració pública i 17 d'empreses classificades com a «altres activitats de serveis».
Dels 69 establiments de servei als particulars que hi havia el 2009, 1 era una oficina del servei públic d'ocupació, 1 gendarmeria, 1 oficina de correu, 4 oficines bancàries, 1 funerària, 4 tallers de reparació d'automòbils i de material agrícola, 1 taller d'inspecció tècnica de vehicles, 2 autoescoles, 4 paletes, 5 guixaires pintors, 4 fusteries, 6 lampisteries, 5 electricistes, 5 perruqueries, 1 veterinari, 1 agència de treball temporal, 12 restaurants, 7 agències immobiliàries, 1 tintoreria i 3 salons de bellesa.
Dels 16 establiments comercials que hi havia el 2009, 1 era un supermercat, 1 una botiga de menys de 120 m², 3 fleques, 1 una carnisseria, 1 una llibreria, 1 una botiga de roba, 1 una botiga d'equipament de la llar, 2 botigues d'electrodomèstics, 1 una botiga de mobles, 1 un drogueria, 1 una joieria i 2 floristeries.
L'any 2000 a Jaunay-Clan hi havia 34 explotacions agrícoles que ocupaven un total de 1.875 hectàrees.

## Equipaments sanitaris i escolars
El 2009 hi havia 2 farmàcies i 1 ambulància.
El 2009 hi havia 1 escola maternal i 5 escoles elementals. A Jaunay-Clan hi havia 2 col·legis d'educació secundària i 1 liceu d'ensenyament general. Als col·legis d'educació secundària hi havia 827 alumnes i als liceus d'ensenyament general 520.

## Poblacions més properes
El següent diagrama mostra les poblacions més properes.